# Hans-mijn-egel

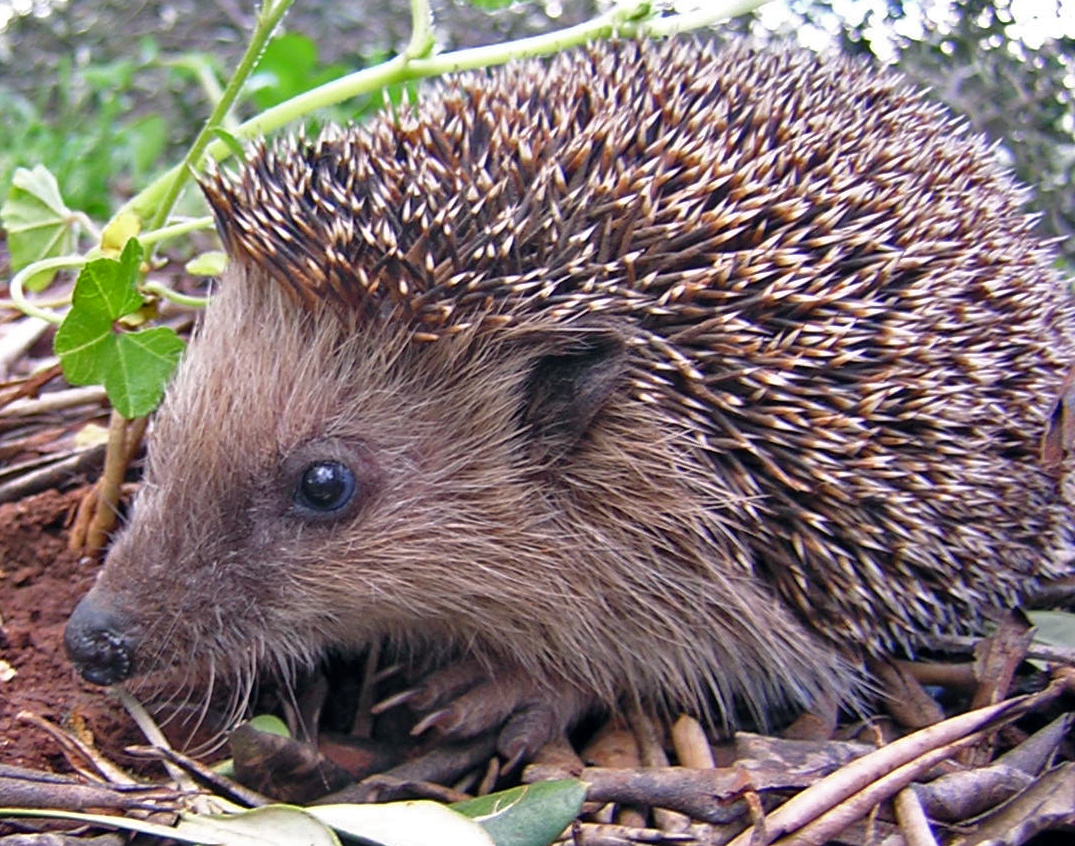
Een egel

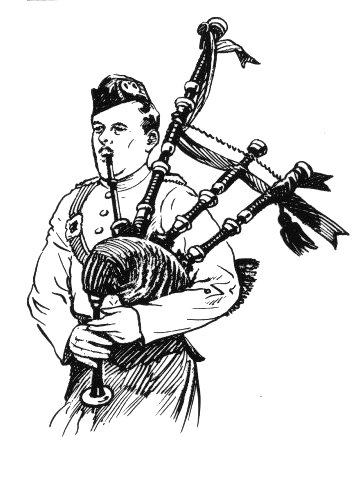
Een doedelzak

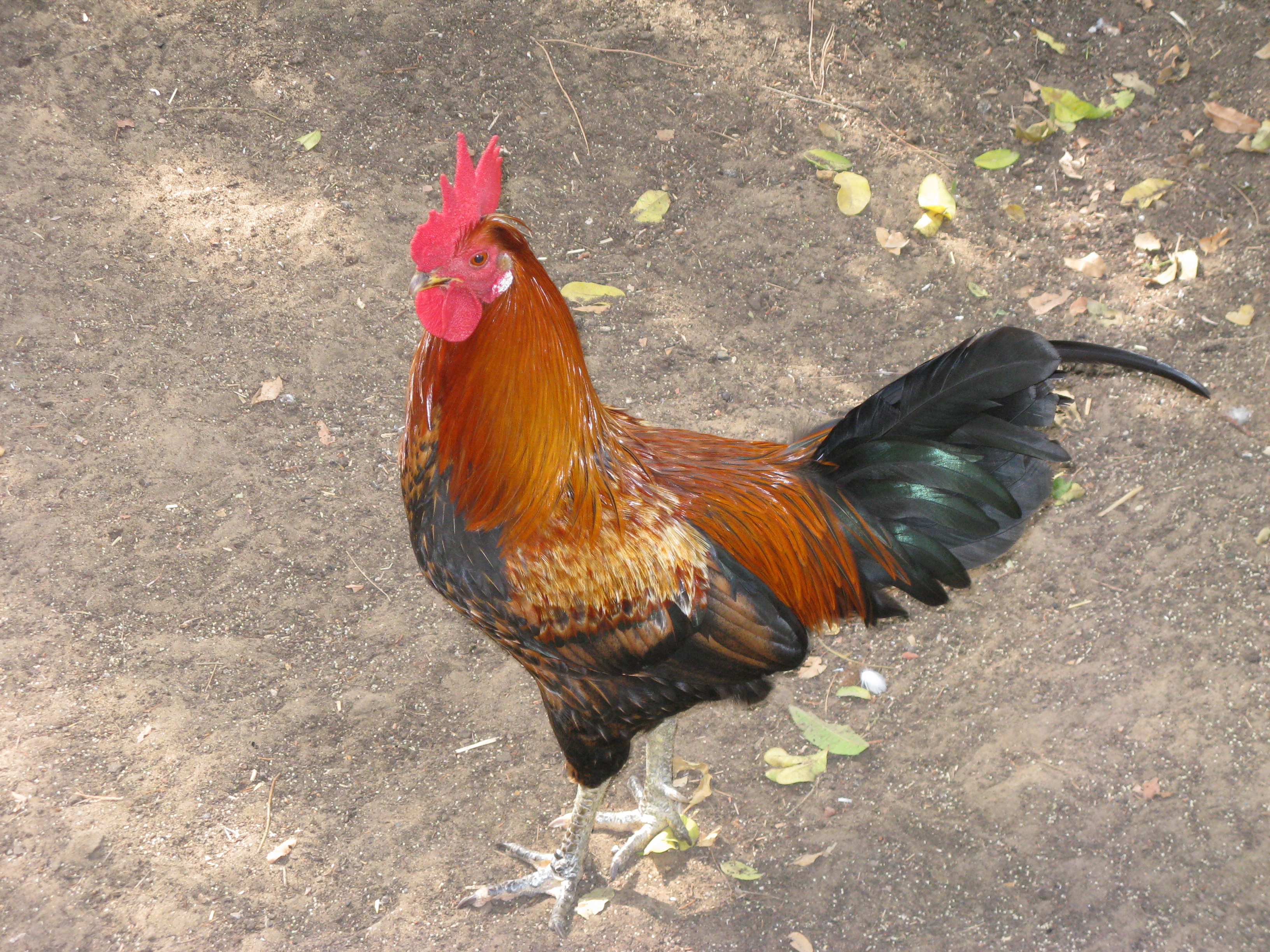
Een haan

Hans-mijn-egel is een sprookje dat werd genoteerd door de gebroeders Grimm voor Kinder- und Hausmärchen met volgnummer KHM108. De oorspronkelijke naam is Hans mein Igel.

## Het verhaal
Een rijke boer en zijn vrouw zijn kinderloos en worden bespot. Hij wil een kind, al is het een egel, en na een tijdje bevalt zijn vrouw. Het is vanboven een egel en vanonder een kind en ze laten hem dopen als Hans-mijn-egel. De pastoor zegt dat de jongen niet in een normaal bed kan met zijn stekels en achter de kachel wordt stro gelegd. Met zijn stekels kan hij niet bij zijn moeder drinken en hij ligt acht jaar achter de kachel en zijn vader hoopt dat hij sterft. De boer gaat naar de markt en Hans-mijn-egel wil een doedelzak. Dan wil Hans-mijn-egel dat zijn vader een haan laat beslaan bij de smid en hij zal hem dan niet langer tot last zijn. Hans-mijn-egel neemt ook varkens en ezels mee naar het bos en vanuit een boom hoedt hij zijn vee. Hij maakt muziek met zijn doedelzak en een verdwaalde koning hoort het. Een dienaar gaat op zoek naar de muziek en ziet een haan waar een egel op zit. Hans-mijn-egel wil de koning de weg naar huis wel wijzen, als hij schriftelijk belooft het eerste wat hem thuis tegemoetkomt aan hem te geven.
Als de koning thuiskomt, rent zijn dochter op hem af en hij vertelt wat er is gebeurd. Hij denkt dat Hans-mijn-egel niet kan lezen en zijn dochter is dan blij, want ze wil niet naar de man. Een andere koning hoort de muziek van Hans-mijn-egel en vraagt hem naar de weg en moet hetzelfde beloven als de andere koning. Thuisgekomen rent zijn mooie dochter naar hem toe en hij vertelt wat er is gebeurd. De dochter is dankbaar voor de redding van haar vader en zal met Hans-mijn-egel meegaan als hij haar komt halen. De kudde van Hans-mijn-egel is erg groot en hij wil terug naar zijn dorp, waar het geslacht kan worden. De vader is bedroefd omdat hij dacht dat zijn zoon al gestorven zou zijn en laat de haan opnieuw beslaan. Hans-mijn-egel gaat weer op weg en wordt beschoten in het land van de eerste koning, maar hij komt toch in het paleis. De dochter wordt door haar vader gedwongen met Hans-mijn-egel mee te gaan als zijn eigen leven op het spel staat. In witte kleding stapt ze in de koets naast Hans-mijn-egel en zijn haan en doedelzak. De koets met de zes paarden en dienaren zijn een geschenk van haar vader.
Maar na een tijdje gereden te hebben, prikt Hans-mijn-egel haar met zijn stekels en trekt haar kleren uit. Het meisje wordt weggestuurd en de rest van haar leven uitgelachen. Hans-mijn-egel rijdt verder op zijn haan en komt in het tweede koninkrijk, hij wordt eervol onthaald. De koningsdochter schrikt van zijn uiterlijk, maar beseft dat dit de man is die haar vader heeft geholpen in het bos. Ze gaat met hem aan tafel en ze eten en drinken. 's Avonds is ze bang voor zijn stekels en Hans-mijn-egel laat een groot vuur maken bij de kamer. Als Hans-mijn-egel uit zijn stekelhuid stapt, moeten de mannen dit in het vuur smijten en als het elf uur is, gebeurt dit inderdaad. Hans-mijn-egel is roetzwart, maar zonder stekels en de dokter van de koning bestrijkt hem met genezende zalf en balsem. Hij wordt weer blank en is erg mooi om te zien, de volgende dag wordt de bruiloft pas goed gevierd en Hans-mijn-egel krijgt het koninkrijk. Na vele jaren gaat hij naar het huis van zijn vader, maar deze zegt geen zoon te hebben. Zijn zoon is jaren geleden vertrokken, maar dan maakt Hans-mijn-egel zich bekend en vader gaat verheugd met hem mee naar zijn koninkrijk.

## Achtergronden
- Het sprookje komt uit Zwerhn in Nederhessen.
- Het sprookje is alleen in Duitsland bekend. In sommige varianten is de egel een ezel, in andere een stekelvarken.
- Varkens hoeden is ook een motief in De zes dienaren (KHM134). Het staat voor het leren beheersen van de lagere driften.
- De overhaaste belofte komt ook voor in het Bijbelverhaal over Jefta (Richteren 11), Het meisje zonder handen (KHM31), De zingende springende leeuwerik (KHM88), De koning van de gouden berg (KHM92), De waternimf in de vijver (KHM181), De drie groene twijgen (KHM206) en in "Het meisje zonder handen" uit Sprookjes uit de Lage landen
- De bruidegom als dier komt voor in De kikkerkoning (KHM1), De zingende springende leeuwerik (KHM88), De oude vrouw in het bos (KHM123) en Het ezeltje (KHM144).
- Het sprookje heeft overeenkomsten met Belle en het beest.
- Vergelijk De kikkerkoning (KHM1) en Berenpels (KHM101).
- De behandeling van de meisjes lijkt op de beloning gegeven door Vrouw Holle (KHM24).
- De naam Hans komt in veel sprookjes voor, zoals Hans en Grietje (KHM15), Slimme Hans (KHM32), Speelhans (KHM82), Gelukkige Hans (KHM83), Hans viert bruiloft (KHM84), IJzeren Hans (KHM136) en Sterke Hans (KHM166).
- De muziek van de doedelzak lokt de koningen, dit lijkt op De wonderlijke speelman (KHM8).
- Het ezeltje (KHM144) leert spelen op een luit.